# Das (dier)
De (Europese) das (Meles meles) is een roofdier behorend tot de familie van de marterachtigen (Mustelidae). De wetenschappelijke naam van de soort werd als Ursus meles in 1758 gepubliceerd door Carl Linnaeus in de tiende editie van Systema naturae. De das is een van de vier soorten uit het geslacht Meles. Hij verblijft overdag in een netwerk van ondergrondse tunnels, dat een burcht wordt genoemd. Burchten worden van generatie op generatie gebruikt en kunnen eeuwenoud zijn. De das is een nachtdier en schuifelt met zijn neus aan de grond in zijn territorium rond, op zoek naar langzaam bewegende prooien en plantaardig voedsel. Hij is daarmee een opportunistische alleseter en geen typisch roofdier, omdat hij niet actief op prooien jaagt.

## Kenmerken
De das heeft een opvallende vachttekening: de dekharen op de rug zijn wit aan de basis, gevolgd door een zwarte band en wit aan de punt. De bovenzijde van het dier lijkt daarmee grijs van kleur. De onderzijde en poten zijn zwart met op de buik vaak bruine haren. De kop, oorpluimen en de punt van de staart zijn wit. Op de kop lopen twee brede zwarte strepen, van de snuit via de ogen naar de oren en het achterhoofd. Albinistische (albino's), melanistische (geheel zwarte) en erythristische (rossige) dieren komen in sommige gebieden algemeen voor.
De das is aangepast aan het leven in de gangen van de burcht. Hij heeft een wigvormig lichaam, met een vrij kleine kop en een lange snuit. Ook heeft hij korte, stevige poten en een korte staart.
Mannetjes zijn iets groter dan vrouwtjes. Mannetjes hebben een kop-romplengte van 68,6 tot 80,3 centimeter en een staartlengte van 12,7 tot 17,8 centimeter. Vrouwtjes hebben een kop-romplengte van 67,3 tot 78,7 centimeter en een staartlengte van 11,4 tot 19 centimeter. Het verschil tussen vrouwtjes- en mannetjes dassen is vrijwel niet te zien. Dassen hebben een schouderhoogte van ongeveer 30 centimeter. Het lichaamsgewicht verschilt per regio, geslacht en jaargetijde. In de wintermaanden zijn ze meestal zwaarder dan in de lente (dassen houden geen winterslaap, maar zijn minder actief) en in noordelijke gebieden zijn de dieren zwaarder dan in zuidelijke gebieden. Hun gewicht varieert: vrouwtjes wegen 7 tot 14 kg en mannetjes 9 tot 17 kg.

## Voedsel
Dassen zijn alleseters. Ze zijn slechte jagers en eten wat ze direct voor de neus tegenkomen. Door hun luidruchtige manier van foerageren ontsnapt vrijwel alles wat alert is. Ze eten daarom voornamelijk regenwormen, die ze 's nachts in weilanden en open gebieden opsporen. Verder eten ze bosvruchten, gevallen fruit, noten, eikels, knollen, maïs, koren, paddenstoelen, knaagdieren, slakken, kevers, hommel- en wespenbroed, en eieren van grondbroeders zoals eenden of weidevogels. In bermen, weilanden en graslanden wroet de das naar kevers en insectenlarven, wanneer die gedurende een paar weken in het voor- en najaar onder het gras zitten.

## Burcht

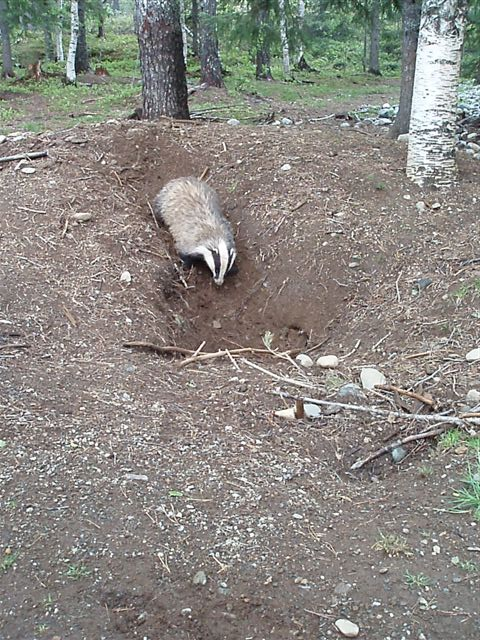
Das voor de ingang van zijn burcht

Burchten gaan soms generaties lang mee en worden continu uitgebreid. Sommige burchten zijn zelfs al enkele honderden jaren in gebruik. Ze worden over het algemeen gegraven tussen struiken en in heggen en houtwallen. De burcht heeft drie tot tien ingangen, die één tot tien meter van elkaar verwijderd kunnen liggen. Bij uitzondering kunnen de ingangen zelfs honderd meter van elkaar af liggen. Voor de ingangen liggen hopen aarde en oud nestmateriaal.
De gangen zijn gemiddeld zo'n tien tot twintig meter lang en hebben een diameter van minstens dertig centimeter. Ze leiden naar verscheidene kamers. Kamers worden bekleed met plantaardig materiaal, zoals varens, bladeren en droog gras. Het nestmateriaal wordt tussen de kin en de voorpoten geklemd achterwaarts de gangen ingebracht. Buiten de burcht liggen vaste latrines: ondiepe, onbedekte putten waar de uitwerpselen worden achtergelaten. Deze latrines liggen soms vlak bij de ingangen, maar de meeste liggen aan de territoriumgrenzen, en markeren zo het territorium.
Overdag blijven de dieren meestal in hun burcht. In de zomermaanden zijn ze soms actief voor zonsondergang, maar meestal blijven ze tot na zonsondergang in hun hol. In de wintermaanden, van november tot februari, komen ze minder vaak naar buiten. Dassen houden geen winterslaap, wel winterrust, hetgeen inhoudt dat ze minder actief zijn. In de herfst kunnen dassen tot wel tien uur van hun burcht wegblijven. Ze leggen dan een wintervoorraad aan.
Een territorium is meestal zo'n dertig tot vijftig hectare groot. Voedselgronden overlappen vaak met die van nabijgelegen groepen. Binnen een hectare leven meestal vijf tot acht volwassen dieren, hoewel het aantal varieert van twee tot vijfentwintig, met hun jongen, die één burcht delen. Een groep bestaat meestal uit meer vrouwtjes dan mannetjes. De dieren zijn niet monogaam en het komt vaak voor dat meer dan één dier binnen de groep jongen krijgt. Meestal delen twee tot drie dieren één nestkamer. Ze gebruiken zelden langer dan een paar dagen dezelfde kamer als slaapplaats. De dieren verzorgen elkaars vacht. Zij produceren een grote verscheidenheid aan geluiden.
Vossen nemen soms hun intrek in dassenburchten. In oudere literatuur wordt vermeld dat vossen de dassen daartoe opzettelijk verstoren door ze lastig te vallen en door de ingang met hun urine en drek te bezoedelen.

## Gedrag en voortplanting
Dassen leven in groepjes die clans genoemd worden. Een clan telt een zestal dassen, soms meer. Dassen vlooien elkaar, wat de groepsband versterkt. Hoewel de das het hele jaar door kan paren, gebeurt dit hoofdzakelijk in de periode van februari tot mei. De paring duurt een kwartier tot een uur en de draagtijd duurt vijf weken. Dassen hebben een zogenaamde uitgestelde draagtijd; de vrucht ontwikkelt zich daardoor pas vanaf eind november.
In februari worden de meeste jongen geboren. Per worp krijgt een dassenvrouwtje één tot vijf jongen. De jongen zijn blind en roze, met een dunne grijze vacht. Na vijf weken gaan de ogen open en na vier tot zes weken komt het melkgebit door. Als de dassen twaalf weken oud zijn, hebben ze hun volwassen gebit. Na acht weken verlaten de jongen voor het eerst de burcht. De zoogtijd duurt minstens twaalf weken, maar bij voedselgebrek kan de zoogtijd tot zes maanden duren. Nadat de jongen zijn gespeend, leven ze de eerste paar dagen van half verteerd voedsel dat door de moeder wordt uitgebraakt.
Mannetjes zijn na negen tot achttien maanden geslachtsrijp, vrouwtjes na twaalf tot vierentwintig maanden. Meestal blijven dieren hun hele leven bij dezelfde burcht, maar het komt geregeld voor dat dieren op een gegeven moment de burcht verlaten om zich aan te sluiten bij een andere. Het zijn vaker mannetjes dan vrouwtjes die de burcht verlaten. De dieren sluiten zich soms aan bij naburige groepen, maar ze kunnen zich ook enkele kilometers verderop vestigen.
Dassen worden in het wild maximaal veertien jaar, in gevangenschap tot zestien jaar. De gemiddelde leeftijd van dassen in Nederland is echter maar vijf jaar, omdat elk jaar circa een vijfde van de populatie sneuvelt in het verkeer.

## Verspreiding en leefgebied

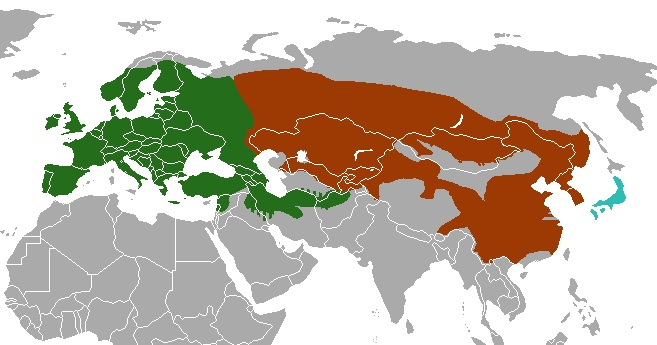
Verspreidingsgebied van de Europese das (Meles meles) in het groen, Aziatische das (Meles leucurus) in het bruin en Japanse das (Meles anakuma) in het cyaan

De Europese das komt samen met de verwante soorten Meles canescens, de Aziatische (Meles leucurus) en Japanse das (Meles anakuma) voor in het grootste gedeelte van Europa en Noord-, Centraal- en Oost-Azië. De zuidgrens van het verspreidingsgebied loopt van Zuid-Europa door Klein-Azië, Palestina, Iran, Tibet en China tot in Japan. De noordgrens loopt tot aan de poolcirkel.
De das komt voornamelijk voor in glooiend landschap, bestaande uit loofbossen, afgewisseld met grasvelden. Ze kunnen zelfs in grote tuinen worden aangetroffen (bijvoorbeeld in Engeland). In bergen komen ze voor tot de boomgrens. Een groep dassen noemt men een kolonie.

### Nederland
Een landelijk verspreidingsonderzoek naar geschikte leefgebieden, de bezetting daarvan en de continuïteit in de bezetting werd gedaan in 2000-2001, alsmede een tussentijdse evaluatie van het dassenbeheersbeleid van het ministerie van Landbouw, Natuurbeheer en Voedselkwaliteit (LNV). Ook werd de verdwijning en verstoring van dassenburchten onderzocht. De uitkomsten van het onderzoek werden vergeleken met eerdere verspreidings- en burchtonderzoeken. Het onderzoek gebeurde in het veld: er werd per 1 km² (kilometerhok) gekeken of er een das in een gebied voorkwam door sporen van bewoning in en rond dassenburchten te zoeken.
Uit dit onderzoek bleek dat de meeste dassen voorkomen in het zuiden en midden van het land, met uitbreiding naar  het noorden en oosten. Ook het aantal geschikte gebieden waar dassen voorkomen, bleek toegenomen met een stijging van 29% in vergelijking met 1995. Het aantal kernpopulaties en splinterpopulaties nam toe, het aantal verspreide vestigingen nam af. Ook nam de gemiddelde afstand tussen kernpopulaties af: van 28 km in 1980 naar 21 km in 2001, een indicatie dat de versnippering afnam. De continuïteit van de verspreiding (welke kilometerhokken continu bezet zijn door dassen) nam eveneens toe. De meeste kilometerhokken waren meer dan eens bezet, maar niet continu.
De drie grootste populaties bevonden zich op de Veluwe, Zuid-Limburg en de Maasvallei. Deze populaties bevatten gezamenlijk zo'n 84% van alle dassen in Nederland, en kenden een gezamenlijke groei in de verspreiding van 36% (tussen 1995 en 2001). De groei was het grootst in de Maasvallei.
In Friesland en het Rijk van Nijmegen/Land van Maas en Waal was de groei het grootst (respectievelijk 36% en 27%). In Zuid-Limburg groeide de verspreiding minder hard (18%), en in het Reestdal, op de Veluwe en in de Achterhoek was er nauwelijks sprake van groei. In de Achterhoek werd de groei voornamelijk veroorzaakt door uitzettingen.
Er werden 210 dassen in Nederland uitgezet in de periode 1987-2001 op 26 locaties in zeven provincies. Bijna een derde van de dassen is na uitzetting dood teruggemeld. Vier procent van de landelijke verspreiding in 2001 werd veroorzaakt door deze uitzettingen. Er zijn 202 burchtlocaties verdwenen tussen 1995 en 2001, waarvan 39 bewoonde. Er bleken bovendien 94 burchten vernietigd, een daling van 39% in vergelijking met vijf jaar daarvoor.

### België

#### Vlaanderen
In Vlaanderen komt de das voor in Zuid-Limburg, meer bepaald in Haspengouw en de Voerstreek, en in het Vlaams-Brabantse Meerdaalbos. Enkel daar zijn namelijk permanent bewoonde burchten aangetroffen. Er zijn echter aanwijzingen dat de das zich geleidelijk aan ook verspreidt - te weten richting Antwerpen en verder in Vlaams-Brabant - daar er dassen zijn omgekomen in het verkeer. In West-Vlaanderen is er één dassenburcht bekend, meer specifiek in de regio Brugge.

#### Wallonië
In Wallonië komt de das vrij regelmatig voor, voornamelijk in de gebieden met een mengeling van bos en weilanden, zoals het zuiden van de provincies Namen en Luik en de provincie Luxemburg, waar ze vaak ongestoord kunnen leven.

## Bedreiging en bescherming

### Nederland
De das staat niet meer op de Nederlandse Rode Lijst voor zoogdieren. De soort is dus niet meer bedreigd. In het verleden was dat wel het geval, maar de situatie is verbeterd. Wel geniet het dier in Nederland nog de grootst mogelijke bescherming in de Wet natuurbescherming.

#### Das & Boom
De vereniging Das & Boom werd in 1981 opgericht. Op haar initiatief heeft de rijksoverheid een beschermingsplan opgesteld om de das voor uitsterven te behoeden. De werkzaamheden van de vereniging hebben er mede toe geleid, dat het dassenbestand, van 1200 dieren in 1980, is gegroeid tot zo'n 6000 in 2017.
Om het dreigende uitsterven van de das in Nederland te voorkomen, is allereerst gewerkt aan het verlagen van de verkeerssterfte onder dassen. Er werd een slachtofferregistratie opgezet waarna adviezen konden worden gegeven aan instanties om op kwetsbare plekken tunnels en rasters aan te leggen. Daarnaast is de planologische bescherming van de das verbeterd: op veel plekken is het leefgebied nu veiliggesteld. Verder heeft het opvangcentrum van Das & Boom een belangrijke rol gespeeld: Honderden dassen, die door de jaren heen opgevangen werden, zijn uitgezet op wel overwogen plekken. Bijvoorbeeld op plaatsen waar de das verdwenen was door jacht of stroperij en in gebieden waar de populatie vers bloed nodig had. Zo kon het versnipperde dassenbestand in Nederland op steeds meer plaatsen groeien tot een levensvatbare, gezonde populatie.
Na 2006 werden de activiteiten van de vereniging voortgezet door de stichting Das & Boom. Deze stichting geeft adviezen over dassen in de breedste zin van het woord. Er wordt gevraagd en ongevraagd advies gegeven aan overheden, organisaties en particulieren. De dassenopvang bleef bestaan.

## Ondersoorten
- Meles meles meles – West-Europese das
- Meles meles heptneri
- Meles meles marianensis – Iberische das
- Meles meles milleri

## Overig
- Het haar van de das werd traditioneel gebruikt in verf- en scheerkwasten.